# Johannes Brassart
Johannes Brassart o Jean Brassart, (nascut al voltant del 1400 a la diòcesi de Lieja i mort el 1455 a Tongres, Flandes, va ser un compositor del primer Renaixement, seguidor de les escoles borgonyona i franco-flamenca.

## Biografia
De 1422 a 1431, Johannes Brassart va ser succentor (subcantor) a l'església de Sant Joan Evangelista de Lieja. A mitjans de la dècada de 1420, va visitar Roma, on tornaria de nou el 1431 com a empleat a la capella papal com a cantant i probablement també com a compositor de música sacra. Va formar part del cor al mateix temps que els compositors Arnold de Lantins i Guillaume Dufay. Durant aquest període, Jean Brassart probablement va compondre el motet "O flos fragrans", que va ser prou famós com per aparèixer en diversos manuscrits de l'època, així com el seu "Te dignitas presularis".
El 1432, Jean Brassart va anar a Basilea, on va exercir de cantor a la Capella del Consell. Dos anys més tard, l'emperador Segimon I el va nomenar rector de la capella, càrrec que va ocupar fins al 1443. El 1445, va tornar a Lieja, on va obtenir un lloc a la Col·legiata de Sant Pau. Un avís de defunció datat el 22 d'octubre de 1455 indica una petició pel seu benefici atesa la seva recent mort.

## Obres
Després del saqueig de la ciutat de Lieja per les tropes de Carles I de Borgonya, dit «el Temerari», moltes de les obres de Jean Brassart es van perdre. Tanmateix, han sobreviscut 11 motets i 8 introits (peces de cant gregorià). La seva música és típica de l'escola borgonyona, amb l'ús del faux-bourdon, una tècnica d'improvisació que implica l'addició de dues veus paral·leles a una melodia preexistent, sovint gregoriana, així com cadències i iso-rítmiques. La seva música sacra inclou misses, introits i nombrosos motets; una de les seves obres està basada en un text alemany, probablement escrit durant la seva feina a la Capella Imperial. Sovint utilitzava tècniques de cantus firmus i sovint escrivia amb la part melòdica de la veu alta.